# Fatma Genç
Fatma Genç is een Nederlands actrice. Ze verkreeg bekendheid met haar rol in de televisieserie SpangaS.

## Biografie
Fatma Genç is in Nederland geboren en opgegroeid. Ze heeft een Alevitische Zaza achtergrond. Haar ouders komen uit Turkije.
Genç heeft haar vwo-diploma gehaald in juni 2007. Ze heeft geen theateropleiding of -cursus genoten, maar deed vanaf haar achtste jaar wel mee aan amateurtoneel. Rond haar twaalfde deed ze voor het eerst aan gesubsidieerd professioneel theater. In totaal heeft ze in vier grote producties gespeeld. Meerdere stukken zijn geregisseerd door Ine te Rietstap en een van deze stukken (It's A Boy) heeft Guus Kuijer speciaal voor haar geschreven. Hij leerde haar kennen via Te Rietstap en schreef vervolgens een theatermonoloog, die ze van haar 13e tot 14e jaar speelde.
Na enkele kleinere rollen in onder andere Alex FM (op The Box) en Van Speijk, speelde Genç in 2006 de rol van Meral in de film 'n Beetje Verliefd. Vanaf 3 september 2007 t/m 20 mei 2011 was zij dagelijks te zien in de Z@PP-dramaserie SpangaS. In deze serie vertolkte zij de rol van Irmak Sertkaya, een 13-jarige moslima die af en toe worstelt met haar dubbele culturele identiteit. Genç speelde ook in een tv-reclame van McDonald's waar ze te zien is als een ijsmedewerkster, in de korte film One Night Stand en in Jesse M, geregisseerd door Arne Toonen. In de film GangsterBoys (2010) vertolkt zij de rol van Fatma.
In september 2010 ging de tv-film Biz van Janice Pierre in première; Genç speelde daarin de rol van Esin. In 2011 speelde ze een rol in de politieserie Seinpost Den Haag.